# 中華民國—聖克里斯多福及尼維斯關係
中華民國—聖克里斯多福及尼維斯關係（通稱臺克關係），是指中華民國（台灣）與聖克里斯多福及尼維斯聯邦（克國）之間的外交關係。

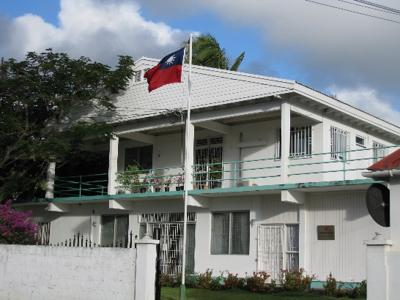
中華民國駐聖克里斯多福及尼維斯大使館

## 歷史
- 1983年10月9日，聖克里斯多福總理賽孟滋(Kennedy Simmonds)訪華，中華民國與聖克里斯多福及尼維斯建交[1]。

- 1984年8月5日，中華民國政府在聖克里斯多福首府巴士地設立大使館。[2]

- 2008年1月28日，聖克里斯多福及尼維斯政府於在台北設立大使館。[2]

## 高層互訪

### 現任圣基茨和尼维斯政府高層
國家元首 總督：萊柏(Marcella Althea Liburd) 2023年2月就任
行政首長 總理：特倫斯·德魯(Terrance Drew) 2022年8月就任，任期5年
國會議長 議長：(Lanien Blanchette) 2022年10月就任

#### 圣基茨和尼维斯訪中華民國團(1988/01後)
| 國家元首                                              |                                                                                 |  |
| 總督 (Cuthbert Montraville Sebastuan)                 | 1997/11、2002/10、2008/05                                                       |  |
| 總督埃德蒙·威克姆·勞倫斯 (Edmund Wickham Lawrence)    | 2012/05                                                                         |  |
| 總督 (Samuel Weymouth Tapley Seaton)                  | 2018/10                                                                         |  |
| 總督萊柏 (Marcella Althea Liburd)                     | 2023/10                                                                         |  |
| 行政首長                                              |                                                                                 |  |
| 總理甘迺迪·西蒙茲 (Kennedy Alphonse Simmonds)         | 1983/10、1988/04                                                                |  |
| 總理登齊爾·雷維林·道格拉斯 (Denzil Llewellyn Douglas) | 1996/07、1998/07、2001/03、2003/11、2005/06、2006/11、2008/01、2011/03、2013/10 |  |
| 總理 (Timothy Sylvester Harris)                       | 2015/08、2016/05、2017/06、2019/04                                              |  |
| 總理特倫斯·德魯 (Terrance Drew)                       | 2022/11、2024/6                                                                 |  |
| 國會議長                                              |                                                                                 |  |
| 議長甘姆斯 (Walford Gumbs)                            | 2002/11                                                                         |  |
| 議長柯提斯·馬丁 (Curtis Martin)                       | 2008/10、2011/01                                                                |  |
| 議長柏金斯 (Anthony Michael Perkins)                  | 2019/10                                                                         |  |

#### 中華民國訪圣基茨和尼维斯團(1988/01後)
| 國家元首         |         |  |
| 總統陳水扁       | 2005/09 |  |
| 總統馬英九       | 2013/08 |  |
| 總統蔡英文       | 2019/07 |  |
| 行政首長         |         |  |
| 行政院院長蕭萬長 | 1999/05 |  |
| 行政院院長張俊雄 | 2001/09 |  |
| 司法首長         |         |  |
| 司法院院長賴英照 | 2008/09 |  |

## 兩國合作項目

### 有關兩國政府間簽署合作協定或備忘錄
| 日期           | 簽署                                                             | 備註     |
| -------------- | ---------------------------------------------------------------- | -------- |
| 1984年10月23日 | 《農業技術合作協定》                                             | [ 註 1 ] |
| 1999年8月13日  | 《關於國際合作發展基金會志工協定》                               |          |
| 2005年5月16日  | 《聖克里斯多福及尼維斯聯邦外交及公務護照入境中華民國免簽證協定》 |          |
| 2006年7月26日  | 《禽流感疫情合作瞭解備忘錄》                                     |          |
| 2007年9月24日  | 《打擊洗錢及資助恐怖主義情報交換合作協定》                       |          |
| 2008年1月28日  | 《技術合作協定》                                                 |          |
| 2009年9月10日  | 《育才計畫瞭解備忘錄》                                           |          |
| 2013年7月19日  | 《再生能源政策諮商專家派遣計畫協定》                             | [ 註 2 ] |
| 2013年8月18日  | 《引渡條約》                                                     |          |
| 2013年11月8日  | 《資訊通信技術合作協定(2013 - 2018)》                            |          |
| 2014年9月1日   | 《有關移民事務及防制人口販運合作協定》                           |          |
| 2016年6月10日  | 《兩國政府雙邊合作協定》                                         |          |
| 2016年12月2日  | 《警政合作協定》                                                 |          |
| 2017年1月11日  | 《公共衛生及醫療技術合作協定》                                   |          |
| 2019年7月14日  | 《技職教育暨職業訓練合作協定》                                   |          |
| 2023年9月18日  | 《外交部外交人員訓練及交流合作協定》                             |          |

## 兩國貿易
| 年分 | 貿易總額  | 年增減  | 排名 | 出口至聖克里斯多福 | 年增減  | 排名 | 自聖克里斯多福進口 | 年增減  | 排名 |
| ---- | --------- | ------- | ---- | ------------------ | ------- | ---- | ------------------ | ------- | ---- |
| 2022 | 1,563,308 | ▼44.25% | 186  | 1,294,836          | ▼51.18% | 175  | 268,472            | ▲76.82% | 172  |
| 2023 | 581,969   | ▼62.77% | 197  | 546,290            | ▼57.81% | 182  | 35,679             | ▼86.71% | 192  |
| 2024 | 782,120   | ▲34.39% | 197  | 724,449            | ▲32.61% | 181  | 57,671             | ▲61.63% | 186  |

- 中華民國－聖克里斯多福主要出口項目：電路設備零件、電視監視器及廣播設備零件、電視及廣播設備、電話、人工呼吸器、電腦、錄放影機等。[8]
- 中華民國－聖克里斯多福主要進口項目：廢鐵、變壓器、計量檢查器具、電機及器具、鞋靴等。[8]

## 旅遊

持中華民國護照的中華民國公民可以免簽證的方式入境聖克里斯多福及尼維斯。

持聖克里斯多福及尼維斯護照的聖克里斯多福及尼維斯公民可以免簽證的方式入境中華民國。

### 簽證
持有中華民國護照的中華民國公民可以免簽證的方式入境，適用觀光及商務等目的，惟須於出境中華民國時向航空公司及入境克國時向移民局官員出示護照及來回機票，可獲克國移民局核發效期一個月之停留許可，最長停留期限為90天。
持聖克里斯多福及尼維斯護照的聖克里斯多福及尼維斯公民可以免簽證的方式入境中華民國30日。

### 航空客運
兩國目前無直航班機，來往聖克里斯多福及尼維斯之客運航線有以下方式：
1.搭乘飛往紐約-甘迺迪、洛杉磯、舊金山、西雅圖-塔科馬、芝加哥-歐海爾、休士頓-喬治布希、多倫多-皮爾遜。
2.在各機場轉機前往邁阿密。
3.轉機即可到達巴士底市-羅伯特·巴拉德沙威國際機場。
＊上述目的地國際機場為鄰近該國首都或該國最主要樞紐機場，若要前往該國其他國際機場或國內線機場詳見聖克里斯多福及尼維斯機場。
＊航線會因航空公司營運狀況更改或取消，出發前應與負責該航線的航空公司確認航線及航班，以免影響權益。

## 外部連結
- 中華民國外交部聖克里斯多福及尼維斯簡介 （页面存档备份，存于） （繁體中文）(Facebook （页面存档备份，存于） 、X)

- 中華民國駐聖克里斯多福及尼維斯大使館 （页面存档备份，存于） （繁體中文）（英文）(Facebook （页面存档备份，存于） 、X)

- 聖克里斯多福及尼維斯外交部（英文）(Facebook （页面存档备份，存于）)

- 聖克里斯多福及尼維斯駐中華民國大使館(Facebook)